# Кеджи, Уолтер
Уолтер Эмиль Кеджи (англ. Walter Emil Kaegi; 8 ноября 1937, Нью-Олбани, Индиана — 24 февраля 2022) — американский византинист, специалист по ранней истории Византии, арабским завоеваниям, ранней истории ислама и поздней истории Римской империи. Эмерит-профессор Восточного института Чикагского университета. Автор, соавтор и редактор 30 книг и более 100 научных статей. Стипендиат Гуггенхайма. Один из авторов «Оксфордского словаря Византии».

## Биография
Родился 8 ноября 1937 года в Нью-Олбани, штат Индиана. Его детство прошло в городе Луисвилле, штат Кентукки. Любовь к истории Уолтеру привил его друг по школе Хантер Стоктон Томпсон, основатель гонзо-журналистики, с которым они вместе играли в исторические игры и вместе публиковали самиздатную газету The Southern Star, в которой Кеджи писал статьи, посвящённые военной истории. После окончания Хэверфордского колледжа со степенью бакалавра искусств и Гарвардского университета со степенью PhD в 1965 году он пришёл на работу в Восточный институт Чикагского университета, где работал в течение 52 лет, вплоть до 2017 года, когда получил степень эмерита. Уолтер получил известность как военный историк, который специализировался на ранней истории Византии, общей истории Византии и позднего Рима, а также на ранней истории ислама. В сферу его научных интересов входили военная и религиозная история, искусство, нумизматика и прочие культурные и гуманитарные дисциплины, связанные с византинистикой. Учёный свободно владел арабским, армянским, французским, немецким, греческим и латинским языками, а также понимал и мог изъясниться на нескольких славянских. За свою жизнь он стал автором, редактором и соавтором 30 книг и более чем 100 статей во многих ведущих журналах мира.
Скончался на пенсии 24 февраля 2022 года. Отпевание прошло 26 марта в католической церкви Святого Томаса в Гайд-парке, Чикаго, а захоронили его на кладбище Кейв-Хилл, Луисвилл.